# Тасбастау (Зайсанський район)
Тасбаста́у (каз. Тасбастау) — село у складі Зайсанського району Східноказахстанської області Казахстану. Входить до складу Шиліктинського сільського округу.
Населення — 311 осіб (2021; 491 у 2009, 637 у 1999, 687 у 1989).
Національний склад станом на 1989 рік:
- казахи — 100 %